# KOSMOS (Partei)
Die griechische Partei KOSMOS (griechisch ΚΟΣΜΟΣ, deutsch Welt) wurde 2024 durch den Europaabgeordneten Petros S. Kokkalis, der für die SYRIZA-Partei ins Europäische Parlament gewählt worden war, Maria Vassilakou, ehemalige Vize-Bürgermeisterin Wiens, und Lefteris Papagiannakis, ehemaliger Vize-Bürgermeister Athens, gegründet und hat eine ökologische Ausrichtung.

## Geschichte
Nachdem Kokkalis im Herbst 2023 aus der SYRIZA-Partei ausgetreten war, kündigte er am 14. Februar die Gründung einer neuen politischen Partei zusammen mit Maria Vassilakou und Lefteris Papagiannakis an. Er betonte, dass die Zusammenarbeit mit anderen demokratischen Parteien angestrebt werde. Die Gründungserklärung unterschrieben 300 Mitglieder, die bei ihrer ersten Plenarsitzung die Parteiorgane wählen wollten. Im März wurde Kokkalis zum Generalsekretär der Partei und weitere 30 Mitglieder in den politischen Rat der Partei gewählt.
KOSMOS bekennt sich zum Umweltschutz und sieht den Klimawandel mit seinen Folgen als das Kernproblem unserer Gesellschaft. Auf der parteieigenen Website steht dazu:

«Ερχόμαστε για να αναδείξουμε την κλιματική κρίση όχι ως ένα ακόμα πρόβλημα ανάμεσα στα δεκάδες. Αλλά ως το βασικό πρόβλημα από το οποίο προκύπτουν όλα τα υπόλοιπα.»

„Wir wollen die Klimakrise nicht nur als ein Problem unter Dutzenden betrachten. Sondern als das Grundproblem, aus dem sich alle anderen ergeben.“

Erstes Ziel sei die erfolgreiche Teilnahme an den Europawahlen 2024, aber die Partei plane auch zu den griechischen Parlaments- und Kommunalwahlen anzutreten, wie auf der ersten Pressekonferenz betont wurde. Innerhalb des Europäischen Parlaments zählt KOSMOS zu der Fraktion Die Grünen/Europäische Freie.
Kandidatin für die Europawahlen 2024 war auch die griechische Schachmeisterin Anna-Maria Botsari. Daneben standen auf der Liste auch Kandidaten der Parteien Volt und Ikologi Prasini. Die Partei erlangte bei den Wahlen im Juni 1,08 % der Stimmen und konnte keinen Sitz im Europäischen Parlament gewinnen.

## Wahlergebnisse
| Jahr | Wahl            | Stimmenanteil | Sitze |
| ---- | --------------- | ------------- | ----- |
| 2024 | Europawahl 2024 | 1,08 %        | 0/21  |